# 니컬러스 프라이어
니컬러스 프라이어(영어: Nicholas Pryor, 1935년 1월 28일~2024년 10월 7일)는 미국의 배우이다.

## 영화
- 헝거게임:모킹제이(2014년)
- 어 쇼트 히스토리 오브 디케이(2013년)
- 루피언(2007년)
- 더 리스트(2007년)
- 아메리칸 트레져디(2000년)
- 청혼(1999년)
- 머더 1600(1997년)
- 다크 엔젤(1996년)
- 체임버(1996년)
- 파이널 디씨전(1996년) - 국무 장관 역
- 블랙 머니(1995년)
- 뱅뱅(1994년)
- 슬리버(1993년) - 피터 파렐 역
- 닥터 퀸(1993년)
- 못말리는 고스트(1992년)
- 호파(1992년)
- 브레인 데드(1990년)
- 퍼시픽 하이츠(1990년)
- 비버리힐즈의 아이들(1990년)
- 제로지대(1989년)
- 다이아몬드 여왕(1988년)
- 홈 프론트(1987년)
- 회색 도시(1987년)
- LA 로(1986년)
- 끝없는 추적(1986년)
- 3막 살인(1986년)
- 인투 씬 에어(1985년)
- 위험한 장난(1984년)
- 위험한 청춘(1983년)
- 에덴의 동쪽(1981년)
- 이혼 연습(1980년)
- 기디언의 트럼펫(1980년)
- 에어플레인(1980년)
- 달라스(1978년)
- 오멘 2(1978년) - 닥터 찰스 워렌 역
- 아들과 딸들(1977년)
- 스마일(1975년) - 앤디 디칼로 역
- 마지막 승부(1975년)
- 해피 후커(1975년)